# Resistenza genetica umana alla malaria
La resistenza genetica umana alla malaria si riferisce a cambiamenti ereditari nel DNA umano che aumentano la capacità di resistere alla malaria, migliorando la sopravvivenza degli individui portatori di tali variazioni genetiche. La presenza di questi genotipi è probabilmente il risultato della pressione evolutiva esercitata dai parassiti del genere Plasmodium, responsabili della malaria. Poiché la malaria infetta i globuli rossi, queste variazioni genetiche coinvolgono principalmente modifiche alle molecole essenziali per la funzionalità dei globuli rossi (e quindi per la sopravvivenza del parassita), come l'emoglobina o altre proteine o enzimi presenti nei globuli rossi. Tali modifiche proteggono generalmente i globuli rossi dall'invasione da parte dei parassiti Plasmodium o dalla loro replicazione all'interno della cellula.
Questi cambiamenti ereditari dell'emoglobina o di altre proteine caratteristiche, che sono componenti critici e piuttosto invarianti della biochimica dei mammiferi, spesso causano qualche tipo di malattia ereditaria. Per questo motivo, sono comunemente noti con i nomi dei disturbi del sangue a essi associati, come l'anemia falciforme, la talassemia, la carenza di glucosio-6-fosfato deidrogenasi (G6PD) e altri. 
Questi disturbi ematici causano un aumento della morbilità e della mortalità nelle aree del mondo dove la malaria è meno prevalente.

## Sviluppo di resistenza genetica alla malaria
I parassiti microscopici, come i virus e i protozoi responsabili della malaria, non possono replicarsi autonomamente e dipendono da un ospite per continuare il loro ciclo vitale. 
Essi si replicano invadendo le cellule dell'ospite e sfruttando il macchinario cellulare per replicarsi. Alla fine, la replicazione incontrollata provoca la rottura delle cellule, uccidendole e rilasciando gli organismi infettivi nel flusso sanguigno, dove possono infettare altre cellule. Man mano che le cellule muoiono e si accumulano prodotti tossici della replicazione dell'organismo invasivo, compaiono i sintomi della malattia. 
Poiché questo processo coinvolge proteine specifiche prodotte sia dall'organismo infettivo che dalla cellula ospite, anche un piccolo cambiamento in una proteina critica può rendere difficile o impossibile l'infezione. Questi cambiamenti possono sorgere attraverso mutazioni nel gene che codifica per la proteina. Se il cambiamento avviene nei gameti, cioè negli spermatozoi o negli ovuli che si uniscono per formare uno zigote, che poi si svilupperà in un essere umano, la mutazione protettiva sarà ereditata. Poiché malattie letali uccidono molte persone prive di mutazioni protettive, nel tempo molte persone nelle regioni in cui queste malattie letali sono endemiche finiscono per ereditare mutazioni protettive. 
Quando il parassita P. falciparum infetta una cellula ospite, altera le caratteristiche della membrana del globulo rosso, rendendola più "appiccicosa" rispetto alle altre cellule. Aggregati di globuli rossi parassitati possono superare le dimensioni della circolazione capillare, aderendo all'endotelio e bloccando la circolazione.
Quando questi blocchi si formano nei vasi sanguigni che circondano il cervello, causano ipossia cerebrale, portando a sintomi neurologici noti come malaria cerebrale. Questa condizione è caratterizzata da confusione, disorientamento e, spesso, coma terminale. Rappresenta l'80% dei decessi per malaria.
La malaria ha esercitato la più forte pressione selettiva conosciuta sul genoma umano sin dall'origine dell'agricoltura, avvenuta negli ultimi 10.000 anni. 
Plasmodium falciparum probabilmente non riuscì a prendere piede tra le popolazioni africane fino a quando non emersero comunità sedentarie più grandi, in concomitanza con l'evoluzione dell'agricoltura domestica in Africa (la rivoluzione agricola). Diverse varianti ereditarie nei globuli rossi sono diventate comuni in alcune parti del mondo dove la malaria è frequente, a causa della selezione esercitata da questo parassita. 
Questa selezione è stata storicamente importante, poiché rappresenta il primo esempio documentato di una malattia come agente della selezione naturale negli esseri umani. È stato anche il primo esempio di immunità innata geneticamente controllata, che agisce nelle fasi iniziali dell'infezione, prima dell'attivazione dell'immunità adattativa, che esercita i suoi effetti dopo diversi giorni. Nel caso della malaria, come in altre malattie, l'immunità innata avvia e stimola l'immunità adattativa. 
Le mutazioni possono avere effetti sia dannosi che benefici, e una singola mutazione può presentare entrambi. L'infettività della malaria dipende da proteine specifiche presenti nelle pareti cellulari e in altre parti dei globuli rossi. 
Le mutazioni protettive alterano queste proteine in modo tale da renderle inaccessibili agli organismi malarici. Tuttavia, queste modifiche alterano anche il funzionamento e la forma dei globuli rossi, il che può avere effetti visibili, sia in modo evidente che attraverso l'esame microscopico dei globuli rossi. 
Queste alterazioni possono compromettere la funzione dei globuli rossi in vari modi, con effetti negativi sulla salute o la longevità dell'individuo. Tuttavia, se l'effetto netto della protezione contro la malaria supera gli altri effetti dannosi, la mutazione protettiva tenderà a essere mantenuta e trasmessa di generazione in generazione. 
Queste alterazioni, che proteggono dalle infezioni malariche ma compromettono i globuli rossi, sono generalmente considerate disordini ematici, poiché tendono ad avere effetti evidenti e dannosi. Solo di recente è stata scoperta e riconosciuta la loro funzione protettiva. Alcuni di questi disordini sono noti con nomi curiosi e criptici come anemia falciforme, talassemia, carenza di glucosio-6-fosfato deidrogenasi (G6PD), ovalocitosi, ellissocitosi e perdita dell'antigene Gerbich e dell'antigene Duffy. Questi nomi si riferiscono a varie proteine, enzimi e alla forma o alla funzione dei globuli rossi.